# مونته‌لونگو ۱۹۶۱۴
سیارک ۱۹۶۱۴ (به انگلیسی: 19614 Montelongo، نامگذاری:1999OV1) نوزده هزار و ششصد و چهاردهمین سیارک کشف شده‌است که در ۱۶ ژوئیه ۱۹۹۹ کشف شد.
قدر مطلق سیارک برابر ۱۴.۱ است.